# Hikikomori
O hikikomori (em japonês: ひきこもり; lit.  "isolado em casa", pronunciado: [hikiko'mɔri]), também conhecido como isolamento social extremo é um termo de origem japonesa que designa um comportamento de extremo isolamento doméstico por mais de seis meses, cunhado por psiquiatra e psicólogo Tamaki Saitō na década 1998. O vocábulo refere-se tanto ao fenômeno em geral quanto aos próprios reclusos. Os hikikomori, que foram descritos como solitários ou "eremitas modernos", são pessoas geralmente adolescentes e jovens adultos, entre treze a trinta e nove anos, que se retiram completamente da sociedade, de modo a evitar o contato com outras pessoas. Estimativas sugerem que meio milhão de jovens japoneses se tornaram reclusos sociais, assim como mais de meio milhão de indivíduos de meia-idade.
Normalmente o hikikomori raramente sai de seu quarto, nem mesmo para se lavar, pedindo que a comida seja deixada na frente da porta e consumindo as refeições dentro de seu quarto. O diagnóstico dessa condição é desafiante dada a ausência de critérios de diagnóstico consensuais e a elevada prevalência de perturbação psiquiátrica comórbida, como perturbações depressivas, de ansiedade, da personalidade, do espectro do autismo, psicose e de adição à internet ou videojogos.

## Global

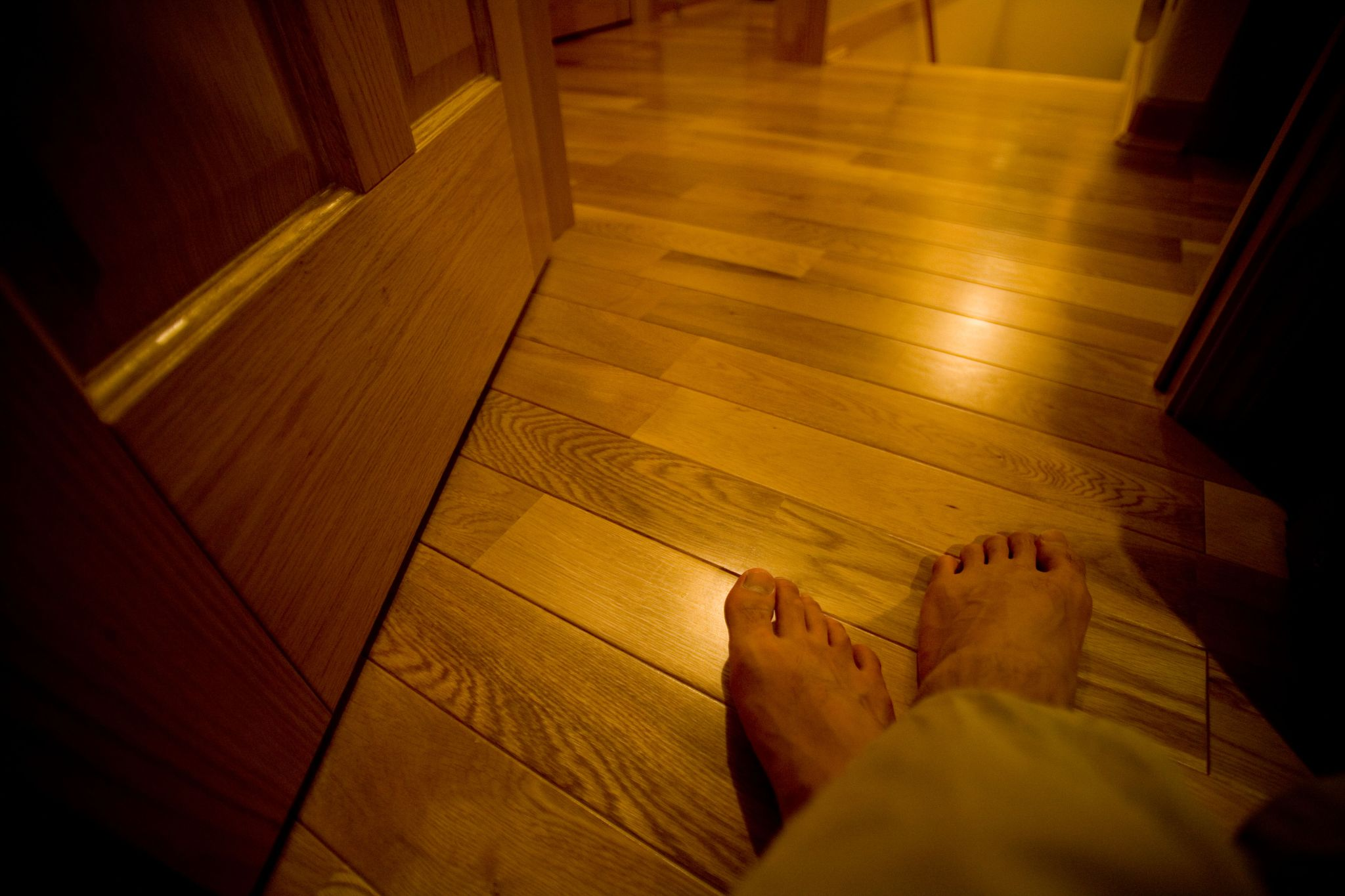
Os sintomas do hikikomori são comparáveis aos que afetam a inclusão social, mas são alterados na sua forma original devido à peculiaridade das pressões sociais e culturais no país japonês.

### Japão
Esse tipo de comportamento é atualmente tido como problema de saúde pública no Japão onde milhares de jovens se encontram nesta situação devido ao alto grau de perfeição exigido das pessoas em tarefas diárias e à pressão acarretada por tal exigência, o que acaba levando muitas pessoas a problemas psicológicos de baixa autoestima e em alguns casos extremos tendências psiquiátricas graves. Não há consenso entre os profissionais, principalmente os japoneses, sobre a natureza do fenômeno, a qual é descrita como multifatorial; entretanto, há pesquisas que demonstram forte associação com eventos traumáticos na infância, principalmente o bullying.
O Ministério da Saúde no Japão estima que cerca de quinhentos mil japoneses são vítimas do fenômeno, os quais se fecham em seus quartos, geralmente na casa dos pais, na companhia de um computador ou videojogos. O paciente típico com hikikomori é adulto jovem, do sexo masculino, geralmente o filho mais velho de uma família com condição socioeconômica confortável. A duração média do fenômeno antes da primeira consulta em um serviço de saúde mental é por volta de cinco anos, embora a duração varie de um a 10 anos. O psiquiatra Tamaki Saitō é pioneiro na pesquisa sobre tal fenômeno e criador do termo.
De acordo com dados do governo japonês divulgados em 2010, naquela época havia 700.000 indivíduos vivendo como hikikomori no Japão, com idade média de 31 anos. (A população do Japão em 2014 era de 127,3 milhões.) Ainda assim, os números variam muito entre os especialistas. Estes incluíam os hikikomori que naquela época tinham cerca de 40 anos e passaram 20 anos isolados. Este grupo é geralmente referido como "hikikomori de primeira geração". Existe a preocupação com a sua reintegração na sociedade no que é conhecido como “o problema de 2030”, quando terão 60 anos e os seus pais começarão a morrer. Além disso, o governo estima que 1,55 milhão de pessoas estão prestes a se tornarem hikikomori.
Em 2007, o governo japonês implantou um programa de assistência aos hikikomori, assistentes sociais estabelecem contato com eles através de cartas, telefonemas e depois os convidam a sair para cinema, praças, shoppings, estimulando o contato social e, consequentemente, de modo a diminuir o estado de isolamento.

### Internacional
Enquanto hikikomori é principalmente um fenômeno japonês, têm sido descritos casos de hikikomori em vários países orientais, como a Austrália, Omã, Alemanha, Índia, Bangladesh, Finlândia, Coreia do Sul, e Rússia. Há relatos também no ocidente, como no Brasil, Estados Unidos, Portugal, Reino Unido, Itália, Espanha, e França. Isso sugere que essa condição não é específica da cultura japonesa, mas talvez reflita os resultados de diversas interações entre os indivíduos e a cultura. Resulta, no entanto, em terríveis prejuízos tanto para os portadores e seus familiares quanto para a sociedade como um todo.
Os hikikomori podem ser encontrados em qualquer grande centro urbano do mundo, e com maior incidência em famílias cujo poder aquisitivo é maior. Com o recente avanço tecnológico e o aumento da renda familiar, estas podem propiciar aos filhos conforto e tecnologia, assim desmotivando-os a enfrentar o mundo, a buscar seu espaço e seguir seu caminho, dando-lhes ocupação permanente em seus lares. Estima-se que nos Estados Unidos, a incidência de hikikomori é alta, o que fez o sistema de saúde americano elaborar uma cartilha aos psicólogos e psiquiatras.
Nos últimos anos, o debate sobre se o hikikomori representa uma nova perturbação psiquiátrica ou se é uma manifestação de uma condição mental preexistente tem ganhado destaque. A comorbidade do hikikomori com outras perturbações psiquiátricas varia entre 33% e 54,5%, Recentes investigações indicam que a ocorrência de diagnósticos comórbidos pode ser mais comum do que se pensava anteriormente.
A resistência dos pacientes em buscar cuidados de saúde também representa um fator que impacta o prognóstico, uma vez que frequentemente não reconhecem o isolamento social como um problema.
A prevalência do hikikomori pode estar subestimada, e um dos principais desafios é identificar esses indivíduos e encaminhá-los para o tratamento. Assim, a visita domiciliar pode ser a única maneira de identificar e tratar aqueles em que o isolamento social se apresenta como o sintoma principal e dominante do quadro clínico. Além do isolamento social, os hikikomori normalmente sofrem de depressão e comportamentos obsessivo-compulsivos, em particular automisofobia (medo de estar sujo) e delírios de perseguição.

## Tratamento
Quando se trata de apoio psicossocial, é difícil para os terapeutas obter acesso direto ao hikikomori; pesquisas para encontrar planos de tratamento diferentes e eficazes para ajudar o hikikomori estão em andamento. Um desses planos de tratamento concentra-se nas famílias de hikikomori. Esse foco inclui principalmente programas de intervenção educacional (por exemplo, palestras, brincar, etc.) que visam reduzir qualquer estigma avesso que os membros da família tenham em relação a transtornos psiquiátricos como o hikikomori. Estes programas educacionais são derivados de outros programas de apoio familiar estabelecidos, especificamente Primeiros Socorros em Saúde Mental (MHFA) e Reforço Comunitário e Treinamento Familiar (CRAFT). O CRAFT treina especificamente os membros da família para expressar comunicação positiva e funcional, enquanto o MHFA fornece habilidades para apoiar hikikomori com depressão semelhante ao suicídio. Até agora, os estudos que modificaram a resposta comportamental da unidade familiar a um hikikomori produziram resultados positivos, indicando que o comportamento familiar é essencial para a recuperação, porém mais pesquisas ainda são necessárias.
Embora tenha havido uma ênfase primária na educação dos membros da família, há também programas de terapia para os próprios hikikomori participarem, como terapia de exercícios. Os métodos de psicoterapia individual que estão sendo enfatizados na pesquisa atual são direcionados principalmente para cultivar a autoconfiança nos hikikomori. No entanto, estudos têm delineado que o tratamento eficaz dos hikikomori requer uma abordagem multifacetada em vez da utilização de uma abordagem individual, como a psicoterapia individual ou a terapia familiar.

## Impacto da pandemia de COVID-19
Com base em surtos anteriores (por exemplo, SARS, MERS), os estudos demonstraram que, devido ao aumento da solidão, os indivíduos em quarentena apresentam distúrbios mentais relacionados com o estresse. A pandemia de COVID-19 exigiu que a maioria dos líderes mundiais tomasse medidas para conter e controlar a propagação do vírus, incluindo o distanciamento social e a quarentena em massa. Considerando que os desafios políticos, sociais e econômicos já levam as pessoas a manifestar um comportamento semelhante ao dos hikikomori, os investigadores teorizam que, uma vez que todos os factores acima mencionados são subprodutos de uma pandemia, o fenômeno hikikomori pode tornar-se mais comum num mundo pós-pandêmico. De fato, as pessoas que sofrem de perturbações mentais no Japão consideram geralmente que procurar a ajuda de um psiquiatra é vergonhoso ou uma razão para serem socialmente evitadas. Os especialistas preveem um aumento da atenção dada a questões como os problemas de saúde mental que afetam atualmente os jovens e, especificamente, através de serviços de telemedicina eficazes para o indivíduo afetado ou a respectiva unidade familiar.
Além disso, com o hikikomori a tornar-se mais prevalente no meio de uma pandemia, os especialistas teorizam que irá trazer mais empatia e atenção construtiva para a questão.